# Mike Richter
Michael Thomas Richter (22 de septiembre de 1966) es un portero profesional estadounidense retirado del hockey sobre hielo. Jugó durante 14 años en la Liga Nacional de Hockey (NHL), todos con los Rangers de Nueva York. También jugó para los Estados Unidos en el juego internacional y ganó una medalla de plata con ellos en los Juegos Olímpicos de Invierno de 2002. Fue admitido en el Salón de la Fama del Hockey de Estados Unidos junto con su excompañero de equipo Brian Leetch en 2008.

## Carrera
Antes de jugar en la NHL, Richter jugó hockey universitario con la Universidad de Wisconsin-Madison Badgers desde 1985 hasta 1987. También jugó 2 años en la Liga Internacional de Hockey (IHL) con la organización Colorado Rangers/Denver Rangers.
Fue reclutado 28º en la general por los Rangers de Nueva York en el Draft de Entrada de la NHL de 1985. El 9 de abril de 1989, Richter hizo su debut en la NHL en el cuarto juego de las semifinales de la División contra los Pittsburgh Penguins.
Los Rangers perdieron el partido y fueron eliminados de los playoffs, pero Richter fue elegido para ser un miembro regular del equipo. Las dos temporadas siguientes, compartió las tareas de arquero con John Vanbiesbrouck. Cuando los Rangers cambiaron Vanbiesbrouck por los Canucks de Vancouver antes de la temporada 1993-94, Richter se convirtió en el portero titular del Rangers. Durante su primer año como titular del Rangers, logró registrar 42 victorias y 2,57 goles contra el promedio, ya que el Rangers ganó el Trofeo Presidencial. Richter también fue nombrado el Jugador Más Valioso del Juego de las Estrellas de la NHL ese año.
Richter ayudó a los Rangers a alcanzar las finales de la Copa Stanley contra los Canucks de Vancouver. Durante el cuarto partido, Richter marcó un hito en su carrera al detener un penalti de Pavel Bure. Los Rangers fueron capaces de derrotar a los Canucks en el séptimo partido y ganar la Stanley Cup, la primera desde 1940. Ayudó a los Estados Unidos a ganar la Copa Mundial de Hockey de 1996 y fue nombrado el Jugador Más Valioso.
Richter pudo registrar 300 victorias en la temporada regular antes de que se viera obligado a retirarse de jugar hockey profesional sobre hielo el 3 de septiembre de 2003 debido a una fractura de cráneo y una conmoción cerebral. El 4 de febrero de 2004, los Rangers retiraron la camiseta #35 de Richter.